# Nangloi Jat
Nangloi Jat là một thị trấn thống kê (census town) của quận West thuộc bang Delhi, Ấn Độ.

## Nhân khẩu
Theo điều tra dân số năm 2001 của Ấn Độ, Nangloi Jat có dân số 150.371 người. Phái nam chiếm 55% tổng số dân và phái nữ chiếm 45%. Nangloi Jat có tỷ lệ 63% biết đọc biết viết, cao hơn tỷ lệ trung bình toàn quốc là 59,5%: tỷ lệ cho phái nam là 71%, và tỷ lệ cho phái nữ là 53%. Tại Nangloi Jat, 17% dân số nhỏ hơn 6 tuổi.